# Vigilante Shit
«Vigilante Shit» es una canción escrita e interpretada por la cantautora estadounidense Taylor Swift para su décimo álbum de estudio, Midnights (2022). Producida por Swift y Jack Antonoff, la pista es un tema de pop oscuro con elementos de industrial y hip hop. Su producción minimalista está impulsada por ritmos trap compuestos de tambores de caja pulsantes, bajo ligero y tonos electrónicos. La letra trata sobre una declaración de venganza al estilo noir, apuntando a un enemigo y alentando a otras mujeres a hacer lo mismo.
Los críticos elogiaron «Vigilante Shit« por su producción oscura y minimalista; varios reseñadores describieron su tema de venganza y su producción influenciada por el hip hop como una continuación más sofisticada de Reputation (2017) de Swift. En los Estados Unidos, la canción alcanzó el número 10 en el Billboard Hot 100; además, entró en el Global 200 en el número nueve y llegó al top 10 en las listas musicales de Australia, Canadá, Grecia y Filipinas. Se incluyó en el repertorio de la sexta gira de conciertos encabezada por Swift, el The Eras Tour (2023–2024).

## Antecedentes y lanzamiento

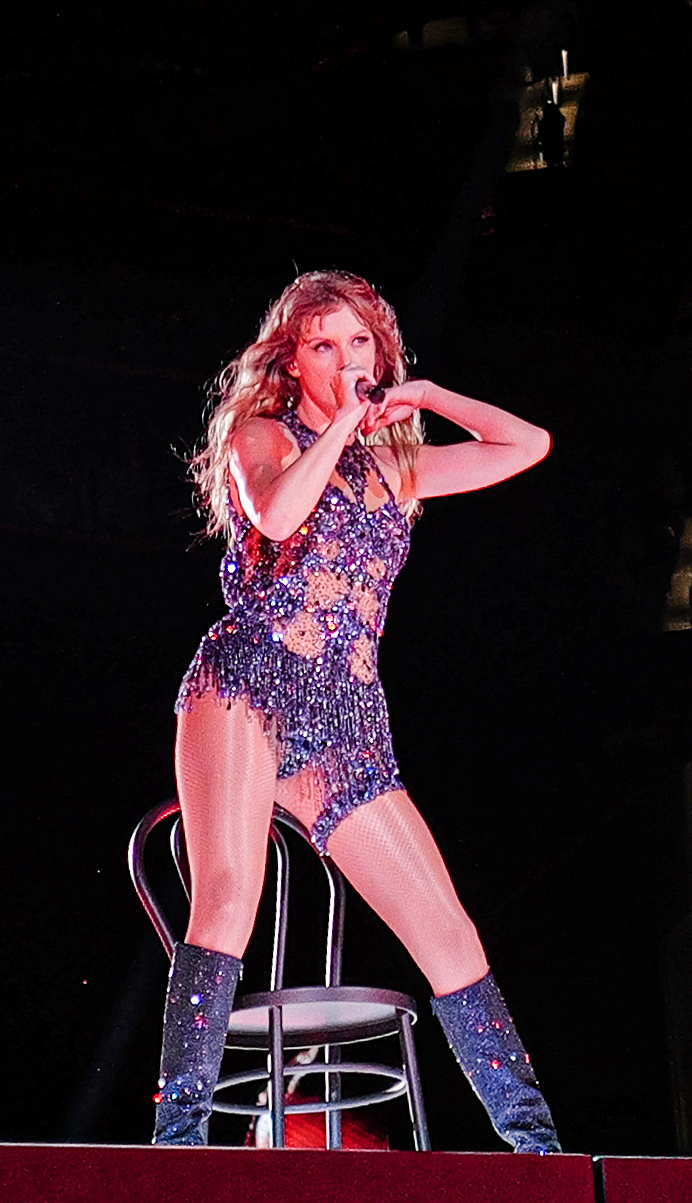
Swift interpretando «Vigilante Shit» en el The Eras Tour (2023).

El 28 de agosto de 2022, Swift anunció su décimo álbum de estudio, Midnights, programado para su lanzamiento el 21 de octubre de 2022. La lista de canciones no se reveló de inmediato. Jack Antonoff, un colaborador de larga data de Swift que había trabajado con ella desde 1989 (2014), fue confirmado como productor de Midnights en un video publicado en la cuenta de Instagram de Swift el 16 de septiembre de 2022. El 21 de septiembre de 2022, Swift comenzó a revelar la lista de canciones en un orden aleatorio a través de su serie de videos cortos de 13 episodios en TikTok, llamada «Midnights Mayhem with Me». En cada episodio, Swift hace girar una jaula de lotería que contiene 13 pelotas de ping pong numeradas del uno al trece, cada una representando una pista de Midnights, y cuando una pelota sale, ella revela el título de la pista correspondiente en el álbum, a través de un teléfono. En el segundo episodio, lanzado el 23 de septiembre de 2022, Swift anunció que «Vigilante Shit» sería la pista ocho. La canción, junto con el resto de Midnights, se lanzó el 21 de octubre de 2022, bajo Republic Records.
«Vigilante Shit» se incluyó en la lista de canciones de la sexta gira de conciertos encabezada por Swift, el The Eras Tour (2023–24), como parte del acto de Midnights. La interpretación es un baile de silla burlesco que recuerda al musical Chicago de 1975; la actuación se volvió viral en las redes sociales y los críticos la destacaron como un momento sobresaliente del concierto.

## Composición y letra
«Vigilante Shit» es un tema de pop oscuro producido por Swift y Antonoff; es la única pista de Midnights que Swift escribió sola. Con dos minutos y 44 segundos, es la pista más corta de la edición estándar del álbum. La canción está en la tonalidad de La menor con un tempo moderadamente lento de 80 pulsaciones por minuto. La voz de Swift abarca desde F3 hasta A4. La producción minimalista se basa en un ritmo trap compuesto por tambores de caja pulsantes, bajo ligero y tonos electrónicos. Incorpora sintetizadores giratorios y elementos de industrial y hip hop. Escribiendo para The Independent, Helen Brown describió «Vigilante Shit» como un rap noir, mientras que Jon Caramanica de The New York Times la llamó un «suspiro electro-cabaret». Melissa Ruggieri de USA Today dijo que los «acordes menores y el coro teatral de la canción proporcionan la atmósfera noir». Otros críticos compararon la producción melancólica con la de Pure Heroine (2013) de Lorde y When We All Fall Asleep, Where Do We Go? (2019) de Billie Eilish.
Líricamente, la canción es una fantasía de venganza narrada por una protagonista burlona que recluta a la exesposa de su amante para unirse a su plan. Las letras describen un sobre entregado a una exesposa que ahora conduce el Mercedes-Benz de su ex amante. El verso final de la canción concluye haciendo referencia al uso de cocaína del antagonista: «While he was doing lines / And crossing all of mine / Someone told his white collar crimes to the FBI». Algunos críticos musicales teorizaron que las letras eran una referencia a las disputas de Swift con el rapero Kanye West o con el mánager Scooter Braun, cuya compra de los másteres de sus primeros seis álbumes creó una controversia disputada. «Vigilante Shit» fue descrita como una respuesta más directa a la disputa, basándose en sus canciones anteriores «My Tears Ricochet» y «Mad Woman», ambas de Folklore (2020). Varios críticos trazaron paralelismos líricos con su sexto álbum de estudio, Reputation (2017), que se centró en gran medida en el escrutinio dirigido hacia Swift y las disputas públicas con figuras como West.

## Recepción de la crítica
En las reseñas de Midnights, los críticos elogiaron las letras vengativas y la producción de «Vigilante Shit». Chris Willman de Variety aclamó la producción y las letras de la pista, prediciendo que sería «la canción más comentada del álbum». Mattew Neale de Clash calificó la pista como «completamente irresistible». Junto con «Karma», fue elogiada por Brittany Spanos de Rolling Stone y Alexis Petridis de The Guardian por crear una energía intrigante en Midnights. Tanto Alex Hopper de American Songwriter como Rick Quinn de PopMatters elogiaron a Swift por no endulzar su deseo de venganza. Lucy Habron de Gigwise aplaudió las decisiones intencionadas tomadas en la pista, comparando la experimentación musical de Swift con la de Prince. Helen Brown de The Independent elogió los detalles líricos y el «ingenio elegante y agudo» de la canción, ya que evocan una imagen vívida de la trama.
En una cálida reseña de Midnights publicada en The New York Times, Jon Caramanica consideró la pista como el punto culminante del álbum, describiendo la auto-caracterización de Swift como «divertida, irónica y ligeramente perturbadora». Paul Attard de Slant elogió el enfoque extremo pero contenido hacia el tema de la venganza, particularmente alabando su producción. Justin Curto, escribiendo para Vulture, llamó a la pista lo mejor «venenoso» de Swift. Curto destacó el ingenio y la confianza de Swift en la pista como poderosos y una mejora respecto a Reputation (2017), con una temática similar. En su clasificación de la edición estándar de Midnights, Jason Lipshutz de Billboard nombró a esta pista como la segunda mejor del álbum, elogiando su enfoque «despojado […] despiadado» hacia años de ira acumulada.
En la reseña de Midnights de Pitchfork, Quinn Moreland fue menos positivo, afirmando que la «audacia» de Swift era menos convincente que en sus trabajos anteriores. Carl Wilson, escribiendo para Slate, consideró que esta canción era desechable, aunque también más sofisticada que otras de venganza similares en sus álbumes anteriores.

## Rendimiento comercial
A nivel mundial, «Vigilante Shit» recibió más de 11.8 millones de reproducciones en Spotify en sus primeras 24 horas, convirtiéndose en la séptima canción más reproducida en ese día, después de otras seis canciones de Midnights. Debutó y alcanzó el número nueve en la lista semanal de canciones más escuchadas de Spotify, donde permaneció durante seis semanas.
Tras el lanzamiento de Midnights, 10 de sus pistas debutaron en el top 10 del Billboard Hot 100 de Estados Unidos, convirtiendo a Swift en la primera y única artista en ocupar todo el top 10 del Hot 100. «Vigilante Shit» abrió en el número 10, acumulando 32.2 millones de reproducciones, 6,400 descargas digitales y 424,000 impresiones de airplay. Pasó seis semanas en el Hot 100. También alcanzó el número siete en la lista internacional de sencillos en Grecia y, nueve en el Billboard Global 200.

## Créditos y personal
Los créditos están adaptados de las notas del álbum Midnights.

#### Grabación
- Grabado en Rough Customer Studio, Brooklyn y Electric Lady Studios, Nueva York
- Mezclado en MixStar Studios, Virginia Beach
- Masterizado en Sterling Sound, Edgewater, Nueva Jersey
- La interpretación de Evan Smith fue grabada por ella misma en Pleasure Hill Recording, Portland, Maine
- La interpretación de Dominik Rivinius fue grabada por Ken Lewis en Neon Wave Studio, Pirmasens, Alemania

#### Personal
- Taylor Swift: voz, composición, producción
- Jack Antonoff: producción, ingeniería de audio, programación, sintetizadores, percusión, Juno 6, Wurlitzer, Moog, grabación
- Evan Smith: ingeniería, sintetizadores
- Dominik Rivinius: batería
- Laura Sisk: ingeniería, grabación
- Ken Lewis: ingeniería
- Megan Searl: ingeniería asistente
- John Sher: ingeniería asistente
- John Rooney: ingeniería asistente
- Jonathan Garcia: ingeniería asistente
- Serban Ghenea: mezcla
- Bryce Bordone: asistencia de mezcla
- Randy Merrill: masterización

## Gráficos
| Listas (2022)                      | Mejor posición |
| ---------------------------------- | -------------- |
| Australia (ARIA)                   | 10             |
| Bélgica (Billboard)                | 22             |
| Canadá (Canadian Hot 100)          | 9              |
| Francia (SNEP)                     | 133            |
| Global 200 (Billboard)             | 9              |
| Grecia (IFPI)                      | 7              |
| Hungría (Stream Top 40)            | 40             |
| Islandia (Plötutíðindi)            | 17             |
| India (IMI)                        | 20             |
| Irlanda (Billboard)                | 11             |
| Países Bajos (Billboard)           | 24             |
| Malasia (Billboard)                | 18             |
| Malasia (RIM)                      | 10             |
| Filipinas (Billboard)              | 9              |
| Portugal (AFP)                     | 12             |
| Sudáfrica (RISA)                   | 24             |
| España (Top 100 Canciones)         | 63             |
| Suecia (Sverigetopplistan)         | 41             |
| Suiza (Schweizer Hitparade)        | 39             |
| Reino Unido (Billboard)            | 10             |
| Estados Unidos (Billboard Hot 100) | 10             |
| Vietnam (Vietnam Hot 100)          | 18             |

## Certificaciones
| País        | Organismo certificador | Certificación | Ventas certificadas | Ref.   |
| ----------- | ---------------------- | ------------- | ------------------- | ------ |
| Australia   | ARIA                   | Platino       | 70 000              | [ 70 ] |
| Canadá      | Music Canada           | Oro           | 40 000              | [ 71 ] |
| Reino Unido | BPI                    | Plata         | 200 000             | [ 72 ] |